# Большой Когозес

Большо́й Когозес — река в России, в Енисейском районе Красноярского края. Устье реки находится в 11 км по левому берегу реки Когозес. Длина реки составляет 51 км, площадь водосборного бассейна 531 км². Вытекает из озера Когозес.
Сливаясь с рекой Малый Когозес, образует реку Когозес.
Имеет правый приток Средний Когозес.

## Данные водного реестра
По данным государственного водного реестра России относится к Верхнеобскому бассейновому округу, водохозяйственный участок реки — Обь от впадения реки Васюган до впадения реки Вах, речной подбассейн реки — Васюган. Речной бассейн реки — (Верхняя) Обь до впадения Иртыша.